# 1960年中国人民银行被骗案
1960年中国人民银行被骗案是中华人民共和国成立以来发生一起20万元钱款被骗案。

## 背景
中华人民共和国成立后，党和国家领导人威望极高，许多政府官员养成了立即执行的习惯，很少怀疑辨认领导批示的真伪。由于五、六十年代的社会风气的影响，欺诈事件少有发生，人们的警惕性不足，对于诈骗一类治安刑事案件防范缺乏。

## 过程

1960年中国人民银行被骗案中伪造的公文急件

1960年3月18日下午，王倬（化名“赵全一”）来到中国人民银行，自称来自国务院办公厅，将一封署名为“中华人民共和国国务院”的公文急件交至中国人民银行，当工作人员打开信封后，纸上写了下面内容：
总理：
主席办公室来电话告称：今晚九时，西藏活佛举行讲经会，有中外记者参加，拍纪录影片。主席嘱拨一些款子作修缮寺庙用，这样可以表明我们对少数民族和宗教自由的政策。根据以上情况，拟拨给15-20万元，可否，请批示。

一九六〇年三月十八日
左侧是伪造的周恩来的批示：“请人民银行立即拨给20万元。”在伪造的周总理的签字下面还注有：
为避免资本主义国家记者造谣：
1、要市场流通的旧票；
2、要拾元票；（注：据记忆所及，似乎骗子要求用拾元、伍元、壹元等旧票）

3、包装好看一点，七时务必送民族饭店赵全一（西藏工委宗教事务部）。
收到信函后，银行工作人员的心里表示疑惑。就在这时，办公室的电话响起，那头自称是总理办公室的，要求银行抓紧办理经费。这个催办电话顿时打消了大家的疑虑。
按照程序，这封有“总理批示”的文件应先送至行长或副行长阅处，但由于当时人民银行总行的行长、副行长均在外地开会，只有计划局局长在北京主持日常工作。但计划局局长并不熟悉周总理签字，见信后信以为真，不敢怠慢，立即通知了发行局并由中国人民银行总行和人民银行北京分行当即依照批示紧急进行了准备并调集20万元现金的旧票钱款。然后用钞票专用麻袋包装，随即送往总行发行局。发行局随后指派了三位工作人员亲自送往民族饭店。
当时民族饭店大厅有大量参加会议的人员，工作人员一时找不到赵全一，便把麻袋放在柜台上等待。混在人群中的王倬在确认安全后便向前搭话，自称是“赵全一”，并出示了一张伪造的介绍信。工作人员确认“无误”后，提出要收据，“赵全一”随即从笔记本上撕下来一张纸签具了收条，移交工作即告完成。王倬收到款项后，把两个麻袋用自行车驮回，直至夜晚才回到位于什刹海附近的家。
事后，当总行领导回到北京后，计划局长将此事汇报，后被认为有必要向总理办公室问清此事并请示款项的核销问题。结果总理办公室告知，总理从未有过这样的批示，要求人民银行将原件送来查看。
3月24日，银行将原件送至总理办公室，经过检查后得知，这些信件全是伪造的，是一起数额巨大的诈骗案，并立即向公安部报告。知晓后，此案惊动了党中央和国务院，周总理要求公安部迅速破案。

## 后续
公安部接到指示后，立即部署侦破工作，决定由时任公安部副部长杨奇清负责此案，直接通知各地警方，发动人民群众，号召全社会深挖线索，发动一场破案的“人民战争”，在全国范围内彻查，在全国各地形成了舆论上的压力。
经过公安部治安局技术处文检组组长刘文与公安部经济保卫局一处内情组组长汪春耀鉴定认为，该信件的纸张为外贸部所有，笔记写法为财会人员。
1960年4月2日傍晚，专案组技术鉴定人员紧急进入外贸部，并对档案文件进行检查。在档案中发现了赵全一这个名字，档案所有人名叫王倬。4月3日夜，北京市公安局依法拘捕传唤传并搜查了王倬的住处，后搜查出中国人民银行总行被骗的人民币191453元及大量被焚烧的残币、被剪碎的衣服等赃款证物。4月4日凌晨，时任公安部部长谢富治向周恩来汇报后与副部长杨奇清下达逮捕王倬的命令。7月28日，北京市中级人民法院以反革命诈骗罪判处王倬死刑。